# Necháyevski (Krasnodar)
Necháyevski (del ruso: Нечаевский) es un jútor del raión de Abinsk del krai de Krasnodar en el sur de Rusia. Está situado en la orilla izquierda del río Kubán, frente a Pervomaiski y Moldavanski, 35 km al norte de Abinsk y 58 km al noroeste de Krasnodar, la capital del krai. Tenía 43 habitantes en 2010
Pertenece al municipio Olguinskoye.